# Ninja Spirit
Ninja Spirit (Japans: 最後の忍道) is een computerspel dat werd ontwikkeld door Irem en uitgebracht door Activision. Het spel kwam in 1988 uit voor de Atari ST. Later volgde ook andere platforms. Het spel is een horizontaal scrollend platformspel. In het spel speelt de speler een ninja, genaamd Moonlight, die de moord op zijn vader wil vergelden. Hij bezit hiertoe enkele wapens, zoals: katana (zwaard), shuriken (werpmessen), bommen, sikkel en ketting. Elk wapen heeft zijn unieke eigenschappen, dat van pas komt bij bepaalde spelsituaties. Het perspectief van het spel is in de derde persoon.

## Platforms
| Jaar | Platform                                                     |
| ---- | ------------------------------------------------------------ |
| 1988 | Atari ST                                                     |
| 1990 | Amiga, Amstrad CPC, Commodore 64, TurboGrafx-16, ZX Spectrum |
| 1993 | Game Boy                                                     |
| 2007 | Virtual Console (Wii)                                        |

## Ontvangst
| Beoordeeld door                     | Platform      | Datum            | Score |
| ----------------------------------- | ------------- | ---------------- | ----- |
| Defunct Games                       | TurboGrafx-16 | 17 december 2006 | 92%   |
| Digital Press - Classic Video Games | TurboGrafx-16 | 31 oktober 2004  | 90%   |
| CU Amiga                            | Amiga         | april 1990       | 87%   |
| Game Informer Magazine              | TurboGrafx-16 | april 2002       | 85%   |
| IGN                                 | Wii           | 14 mei 2007      | 80%   |
| Power Play                          | TurboGrafx-16 | oktober 1990     | 75%   |
| The Video Game Critic               | TurboGrafx-16 | 16 februari 2002 | 75%   |
| Amiga Computing                     | Amiga         | september 1990   | 73%   |
| Amiga Action                        | Amiga         | juli 1990        | 58%   |
| Power Play                          | Atari ST      | juli 1990        | 48%   |